# Nicholas Hammond
Nicholas Hammond (Washington D.C., 15 mei 1950) is een Amerikaanse acteur die vooral bekend is geworden door zijn rol als Friedrich von Trapp in The Sound of Music. Hij speelde ook de rol van Spider-Man in de gelijknamige televisieserie The Amazing Spider-Man.
- Biblioteca Nacional de España: XX1600763
- International Standard Name Identifier: 0000 0001 1886 389X
- Library of Congress Control Number: no2005064072
- MusicBrainz: 0df92562-9105-4fbd-99d7-23198a5c0140
- Nationale Bibliotheek van Israël: 987007342234405171
- LIBRIS: 344335
- Virtual International Authority File: 37126521